# Светский гуманизм

«Счастливый человек» (Happy Human) выбран в качестве официального символа многими гуманистическими организациями

Све́тский, секуля́рный или антиклерика́льный гумани́зм (англ. secular humanism) — одно из направлений современной философии гуманизма, мировоззрение, которое провозглашает человека, его право на счастье, развитие и проявление своих положительных способностей наивысшей ценностью. Гуманистическое мировоззрение противопоставляется религиозному, не признаёт существования сил, стоящих выше человека и природы. Светский гуманизм утверждает способность и обязанность вести этический образ жизни без привлечения гипотезы о существовании Бога. Светский гуманизм выделился из гуманистического движения в ответ на критику гуманизма религиозными фундаменталистами. От религиозного гуманизма отличается тем, что отвергает религиозную веру, рассматривая её как принципиально иллюзорный способ ориентации человека в мире. Словосочетание «светский гуманизм» использовалось по крайней мере с 1930-х годов англиканскими священниками.

## Базовые принципы

### Принципы гуманизма
Светский гуманизм является одним из направлений гуманизма, и, соответственно, содержит его основные принципы. Главным признаком гуманизма является признание человека, его права на счастье высшей ценностью. При этом гуманизм не представляет человека стоящим над природой, не обожествляет его, напротив, гуманистическая жизненная позиция подразумевает особую ответственность перед человечеством и этические последствия человеческих решений.

### Принципы светского гуманизма
Вместе с тем, согласно «Декларации светского гуманизма», десятью базовыми принципами мировоззрения также являются:
1. Свободное исследование — недопустимость любого вида цензуры, догматизма; свобода прессы и средств коммуникации.
2. Отделение церкви от государства — необходимость отделения религии от государства во избежание нарушения принципа свободного исследования.
3. Идеал свободы — недопустимость любой формы тоталитаризма, идеал уважения прав меньшинства и власти закона.
4. Этика, основанная на критическом мышлении — независимость этики от религии; возможность и необходимость вывода моральных норм без религиозного откровения.
5. Моральное образование — необходимость нравственного воспитания и образования детей; недопустимость навязывания религии молодым людям, прежде чем они будут способны дать на это добровольное и осмысленное согласие.
6. Религиозный скептицизм — скептическое отношение к претензиям сверхъестественного на реальность.
7. Разум — использование рациональных методов исследования, логики и опыта в процессе накопления знания и установления критериев его истинности.
8. Наука и техника — признание научного метода наиболее достоверным способом понимания мира.
9. Эволюция — порицание попытки креационизма включать в учебники биологии религиозные доктрины, потому как «очевидность фактов настолько убедительно подтверждает само существование эволюции видов, что отрицать его слишком трудно».
10. Образование. «Образование должно быть неотъемлемой составляющей созидания гуманных, свободных и демократических обществ». Передача знания, поощрение морального роста, обучение профессиям, помощь в выборе жизненного пути, преподавание правил поведения в демократическом обществе, стремление развивать способность к критическому мышлению. Опасность СМИ как средства навязывания догм.

В число важнейших методологических принципов светского гуманизма входит принцип свободного критического исследования, включающий идею приложения ресурсов разума и науки ко всем областям природы, общества и человеческого поведения. Это предполагает недопустимость каких-либо ограничений научного познания и экспериментальных исследований во всех областях, будь то этика, политика, религия, паранормальные явления или медицина. При этом такие исследования не должны противоречить закону и нарушать базовые этические и экологические стандарты, принятые в данном сообществе.

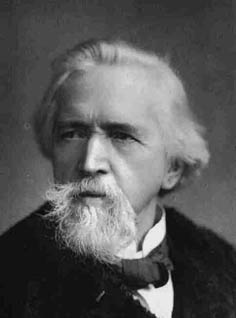
Джордж Якоб Холиок придумал термин «Секуляризм» в 1851 году

### Светский гуманизм и атеизм
Несмотря на то, что светские гуманисты фактически отрицают существование сверхъестественных явлений, и среди них есть множество атеистов, они не считают борьбу с религией главной целью. Более важной для них является идея прав человека (п. 3 декларации светского гуманизма), в том числе свобода вероисповедания. Светские гуманисты стремятся продемонстрировать правоту собственной точки зрения не путём антирелигиозной деятельности, а путём создания реальной альтернативы религиозным культам и верованиям. Например, основывая этические общества, созданные для осуществления морального и нравственного образования.

## Истоки светского гуманизма
Светское гуманистическое движение зародилось в XIX веке, когда в Европе и Америке возникли различные общественные объединения, вдохновленные развитием науки, борьбой с невежеством и занимавшиеся пропагандой рационализма. Так,  Огюст Конт в 1850-х годах создал позитивистскую концепцию «религии человечности».
В 1874 году в одной из синагог Нью-Йорка Феликс Адлер выступил с проповедью «Иудаизм будущего», в которой изложил свое видение иудаизма как универсального религиозного учения о морали, но ни разу не упомянул при этом о Боге. В 1876 году он основал Нью-Йоркское общество этической культуры, целью которого было «содействовать проведению в практической жизни высших нравственных идеалов независимо от религиозных убеждений и философских теорий, а также помогать слабым в достижении этих идеалов». Это стало началом так называемого Этического движения.
В 1929 году унитарианский священник Чарльз Фрэнсис Поттер создал Первое гуманистическое общество Нью-Йорка, которое в 1933 году составило Первый гуманистический манифест. В 1941 году была создана Американская гуманистическая ассоциация, в 1952 — Международный гуманистический и этический союз.

## Организационное оформление
Исторически светский гуманизм приобрёл очевидные теоретические и социальные очертания в середине XX века, что зафиксировано в публикации манифестов гуманизма: «Гуманистического манифеста I» (1933), «Гуманистического манифеста II» (1973), «Декларации светского гуманизма» (1980), «Декларации взаимной зависимости» (1988), «Гуманистического манифеста 2000: Призыва к новому планетарному гуманизму» (2000), «Гуманистического манифеста III» (2003).
В настоящее время светский гуманизм является наиболее организованным и влиятельным интеллектуальным и моральным направлением в мировом гуманизме. Это наиболее ярко выражается в деятельности Международного гуманистического и этического союза (МГЭС — IHEU), объединяющего национальные гуманистические общества более чем 30 стран с общим числом членов более 5 миллионов человек.

### Светский гуманизм в России
В России с 1995 года действует Российское гуманистическое общество (РГО) — общественная организация содействия развитию гуманизма. РГО издаёт журнал «Здравый смысл» и учебно-научную литературу по гуманизму и научному скептицизму, проводит научные конференции по тематике гуманизма, организовывает летние курсы гуманистического образования.

## Известные светские гуманисты
- Корлисс Ламонт (Corliss Lamont, 1902—1995) — создатель философии натуралистического гуманизма, предтечи светского гуманизма;
- Пол Куртц (Paul Kurtz, род. в 1925) — соавтор гуманистических манифестов, автор более 35 книг о светском гуманизме;
- Яап ван Праг (Jaap P. van Praag, 1911—1981), профессор философии в Утрехте (Голландия), впоследствии первый председатель МГЭС;
- Гарольд Джон Блэкхем (Harold J. Blackham, род. в 1903) (Великобритания);
- Валерий Александрович Кувакин — профессор МГУ им. М. В. Ломоносова, президент Российского гуманистического общества;
- Жукоцкий, Владимир Дмитриевич — создатель перспективной научной концепции русского реформационного процесса и модальной логики развития религиозных форм.

### Критика светского гуманизма
- Медведева И. Я., Шишова Т. Л. Христианские ценности или «гуманизм» Содома?  // Православие.ру, 26.07. 2007.(взгляд православных публицистов)
- Христианство более человечно, чем секулярный гуманизм, считает иерарх Русской православной церкви // Интерфакс-Религия, 01.12.2008 (мнение митрополита Илариона (Алфеева))